# Vinařice (Ústí nad Labem)
Vinařice é uma comuna checa localizada na região de Ústí nad Labem, distrito de Louny.